# Односи Србије и Грузије
Односи Србије и Грузије су инострани односи Републике Србије и Грузије.

## Билатерални односи
Дипломатски односи са Грузијом су успостављени 1995. године.
Грузија није признала једнострано проглашење независности Косова. Грузија је била против пријема Косова у УНЕСКО приликом гласања 2015.

### Економски односи
- У 2020. робна размена је износила непуних 6 милиона УСД (извоз Србије 5,7 милиона, а увоз 169 хиљада).
- У 2019. била је 8,4 милиона УСД (извоз Србије 7,6 милиона, а увоз 0,7 милиона).
- У 2018. години робна размена је износила 8,172 милиона долара, извоз Србије је био 8,066 милиона УСД а увоз 105 000 долара.[2][3]

#### Дипломатски представници
За територију Грузије акредитована је амбасада Републике Србије у Кијеву, али од 2021. године у Тбилисију постоји почасни конзулат Републике Србије на чијем је челу конзул Давид Сирбиладзе.
Грузија у Републици Србији има канцеларију у Београду у оквиру своје амбасаде у Атини. На челу ове дипломатске канцеларије је Илија Кобериџе.
Република Србија и Грузија имају у плану отварање амбасада у главним градовима. То су најавили председник Народне скупштине Србије Маја Гојковић и председник Парламента Грузије Иракли Кобакиџе у Тбилисију 2019. године.